# Paulijeva jednadžba
Paulijeva jednadžba ili, kako je još zovu, Schrödinger-Paulijeva jednadžba je oblik Schrödingerove jednadžbe za čestice s polucijelobrojnim spinom koja u sebi sadrži utjecaj interakcije spina čestice s elektromagnetskim poljem. Ona je nerelativistički granični slučaj Diracove jednadžbe i može se koristiti tamo gdje su čestice dovoljno spore da se relativističku učinak može zanemariti. 
Jednadžbu je formulirao austrijski Nobelobac Wolfgang Pauli.

## Detalji
Paulijeva jednadžba glasi:
{\displaystyle \left[{\frac {1}{2m}}({\vec {\sigma }}\cdot ({\vec {p}}-q{\vec {A}}))^{2}+q\phi \right]|\psi \rangle =i\hbar {\frac {\partial }{\partial t}}|\psi \rangle }
Gdje je:
- {\displaystyle m\ \ } masa čestice.
- {\displaystyle q\ \ } naboj čestice.
- {\displaystyle {\vec {\sigma }}\ \ } trostavačni vektor 2 x 2 Paulijevih matrica. Ovo znači da je svaki stavak vektora Paulijeva matrica.
- {\displaystyle {\vec {p}}\ \ } trostavačni vektor operatora količine gibanja. Stavke ovog vektora su {\displaystyle -i\hbar {\frac {\partial }{\partial x_{n}}}}
- {\displaystyle {\vec {A}}\ \ } trostavačni vektor magnetskog potencijala.
- {\displaystyle \phi \ \ } skalar električnog potencijala.
- {\displaystyle |\psi \rangle \ \ } dvostavačna valna funkcija koja se može napisati i kao {\displaystyle {\begin{pmatrix}\psi _{0}\\\psi _{1}\end{pmatrix}}}.

Paulijeva se jednadžba eksplicitnije može zapisati i ovako:
{\displaystyle \left[{\frac {1}{2m}}\left(\sum _{n=1}^{3}(\sigma _{n}(-i\hbar {\frac {\partial }{\partial x_{n}}}-qA_{n}))\right)^{2}+q\phi \right]{\begin{pmatrix}\psi _{0}\\\psi _{1}\end{pmatrix}}=i\hbar {\begin{pmatrix}{\frac {\partial \psi _{0}}{\partial t}}\\{\frac {\partial \psi _{1}}{\partial t}}\end{pmatrix}}}
Treba uzeti u obzir da je Hamiltonov operator (izraz unutar uglatih zagrada) zapravo 2 x 2 matrični operator, a sve to zbog Paulijevih σ matrica.

## Veze sa Schrödingerovom i Diracovom jednadžbom
Iako je Paulijeva jednadžba nerelativistička, ona predviđa spin. Kao takva, može se smatrati srednjim stadijem u "razvoju kvantnofizikalnih jednadžbi":
- Jednostavna Schrödingerova jednadžba (za kompleksnu skalarnu valnu funkciju), koja je nerelativistička i ne predviđa spin.
- Diracova jednadžba (za kompleksni četverostavačni spinor), koja je u potpunosti relativistička i predviđa spin.

No, zbog svojstava Paulijevih matrica, ako je magnetski vektorski potencijal {\displaystyle \mathbf {A} } jednak 0, onda Paulijeva jednadžba postaje jednostavna Schrödingerova za česticu koja ima samo električni potencijal φ, no razlika je ta što kod Paulija ona radi na dvostavačnom spinoru. Iz toga se izvlači zaključak da spin čestice utječe na njezino gibanje jedino ako je u blizini magnetskog polja.

## Posebni slučajevi
Oba stavka spinora zadovoljavaju Schrödingerovu jednadžbu. To znači da je sustav degenerirao na dodatni stupanj slobode. 
S vanjskim elektromagnetskim poljem, potpuna Paulijeva jednadžba glasi:
Gdje je/su:
{\displaystyle \phi } skalar električnog potencijala.
{\displaystyle A} vektor elektromagnetskog potencijala
{\displaystyle {\vec {\varphi }}_{\pm }}, u Diracovom zapisu {\displaystyle |\psi \rangle :={\begin{pmatrix}|\varphi _{+}\rangle \\|\varphi _{-}\rangle \end{pmatrix}}} Paulijevi stavci spinora
{\displaystyle {\vec {\hat {\sigma }}}} Paulijeve matrice
{\displaystyle {\vec {B}}} vanjsko magnetsko polje
{\displaystyle {\hat {1}}} dvodimenzionalna matrica identiteta

## Schrödingerova derivacija Paulijeve jednadžbe
Započevši s Diracovom jednadžbom za slabe elektromagnetske interakcije:
sa {\displaystyle {\vec {\pi }}={\vec {p}}-q{\vec {A}}}
Koristeći sljedeće aproksimacije:
- Pojednostavljenje jednadžbe pomoću sljedećeg izraza:

{\displaystyle \left({\begin{array}{c}{\vec {\varphi }}_{1}\\{\vec {\varphi }}_{2}\end{array}}\right)=e^{-i{\frac {mc^{2}t}{\hbar }}}\left({\begin{array}{c}{\vec {{\tilde {\varphi }}_{1}}}\\{\vec {{\tilde {\varphi }}_{2}}}\end{array}}\right)}
- Eliminirajući ostatak preko izraza za sporu vremensku ovisnost:

{\displaystyle \partial _{t}{\vec {\varphi }}_{i}\ll {\frac {mc^{2}}{\hbar }}{\vec {\varphi }}_{i}}
- Slabo sparivanje električnog potencijala:

{\displaystyle q\phi \ll mc^{2}}